# Plaques de matrícula de Saskatchewan

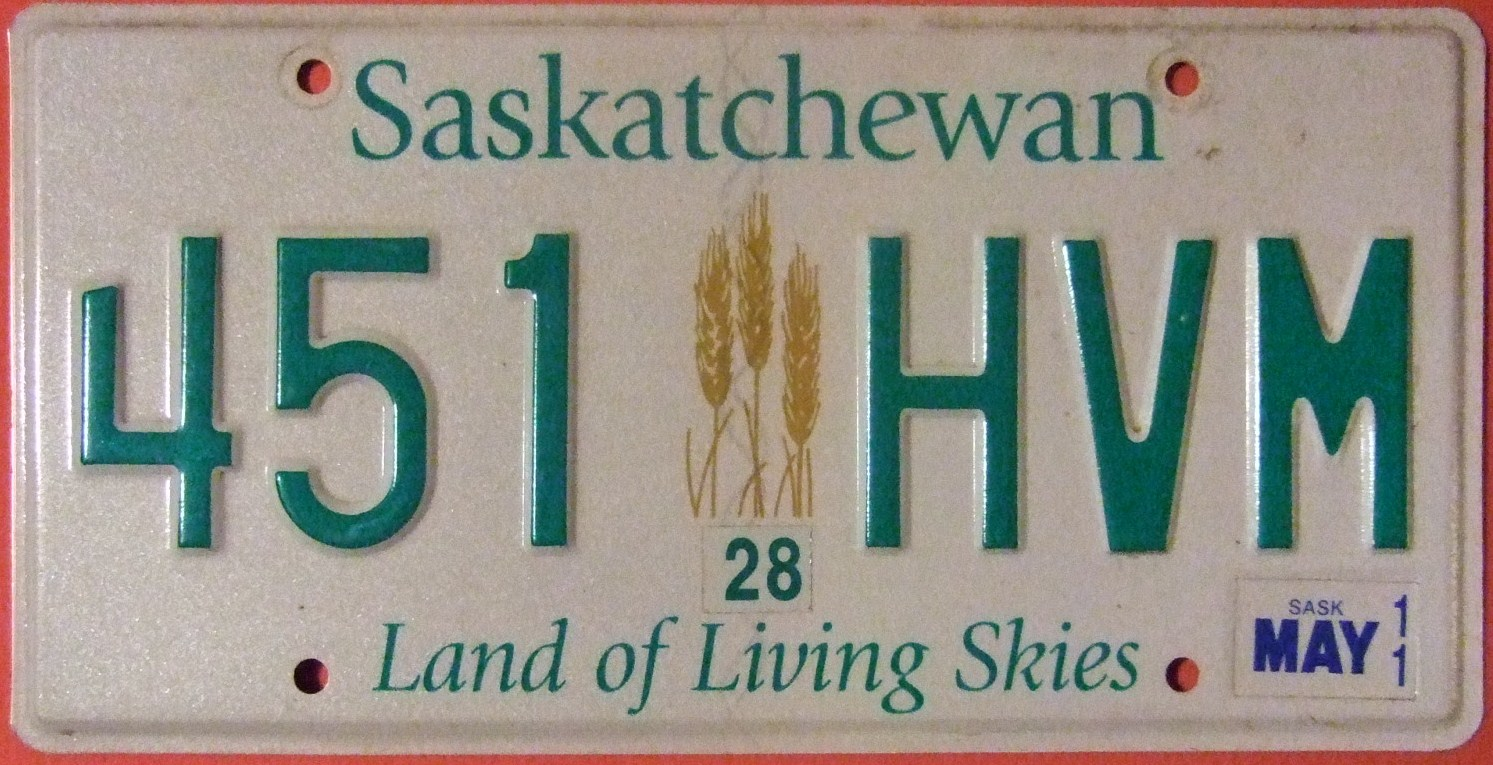
Model actual de matrícula introduït a principis del 2009.

Les plaques de matrícula dels vehicle de Saskatchewan es componen des del 2009 d'un sistema de combinació alfanumèrica formada per sis caràcters de color verd, ordenats en dos grups de tres i separades per una imatge gràfica de tres espigues de blat (ex. 123 ABC). Des del 30 de juny 2004 només hi ha l'obligarietat de portar plaques posteriors i des del 2022 les plaques són emeses per Saskatchewan Government Insurance.

## Història
El govern provincial de Saskatchewan va exigir per primer cop als propietaris de vehicles de passatgers que registressin els seus vehicles de motor el 1906. Els propietaris proporcionaven ells mateixos les plaques de matrícula per a la seva exhibició fins al 1912, quan la província va començar a emetre plaques oficials.

### Models de 1912 fins 1976
Evolució de les plaques de matrícula.
| Imatge | Data d'expedició | Disseny | Lema                          | Combinació utilitzada | Notes |
| ------ | ---------------- | --- | ----------------------------- | --------------------- | --- |
|        | 1912             | Caràcters en blanc sobre fons negre. A contra color i en vertical "SASK" a l'esquerra i "1912" a la dreta.           | Sense lema                    | 1234                  | Placa de porcellana de mides 6 1/2" x 12" (16,51 x 30,48 cm) fins al 1914.                                                                                          |
|        | 1913             | Caràcters en negre sobre fons blanc. A contra color i en vertical "SASK" a l'esquerra i "1913" a la dreta.           | Sense lema                    | 1234                  | Placa de porcellana |
|        | 1914             | Caràcters en blau marí sobre fons groc. A contra color i en vertical "SASK" a l'esquerra i "1914" a la dreta.        | Sense lema                    | 1234                  | Placa de porcellana |
|        | 1915             | Caràcters en negre sobre fons carabassa. A contra color i en vertical "SASK" a l'esquerra i "1915" a la dreta.       | Sense lema                    | 12345                 | Introducció de les plaques de metall. Les plaques de fins a 4 dígits amb mides de 6" x 13" i les de 5 dígits de 6" x 14" fins al 1917.                              |
|        | 1916             | Caràcters en blau marí sobre fons color ivori. A contra color i en vertical "SASK" a l'esquerra i "1916" a la dreta. | Sense lema                    | 12345                 | |
|        | 1917             | Caràcters en vermell sobre fons blanc. A contra color i en vertical "SASK" a l'esquerra i "1917" a la dreta.         | Sense lema                    | 12345                 | Unificació de les dues mides a 6" x 14" (15,24 x 35,56 cm) |
|        | 1918             | Caràcters en blanc sobre fons verd. En vertical "SASK" a l'esquerra i "1918" a la dreta.                             | Sense lema                    | 12345                 | Algunes plaques porten els caràcters en relleu. Canvi de mides a 5 1/2" x 11 1/2" (les plaques de 3-4 xifres) i a 5 1/2" x 13" (les plaques de 5 xifres)            |
|        | 1919             | Caràcters en blanc sobre fons negre. "SASK", l'escut provincial i "1919" a l'esquerra.                               | Sense lema.                   | 12345                 | Revalidada pel 1920 amb una etiqueta groga, pel 1921 amb una de vermella i pel 1922 amb una de verda. Canvi de mides a 5 1/2" x 12 1/2" (14 x 31,75 cm) fins 1922.  |
|        | 1920             | Com la de l'any anterior però amb l'etiqueta groga afegida.                                                          | Sense lema                    | 12345                 | |
|        | 1921             | Com la de l'any anterior però amb l'etiqueta vermella afegida.                                                       | Sense lema                    | 12345                 | |
|        | 1922             | Com la de l'any anterior però amb l'etiqueta verda afegida.                                                          | Sense lema                    | 12-345                | S'afregeix el guionet per separar la combinació. |
|        | 1923             | Caràcters en negre sobre fons groc. En vertical "SASK" a l'esquerra i "1923" a la dreta.                             | Sense lema                    | 12-345                | Canvi de mides a 5 1/2" x 11 1/4" (plaques amb 3-4 caràcters) i 5 1/2" x 13" (plaques amb 5 caràcters)                                                              |
|        | 1924             | Caràcters en blanc sobre fons blau marí. En vertical "SASK" a l'esquerra i "1924" a la dreta.                        | Sense lema                    | 12-345                | |
|        | 1925             | Caràcters en negre sobre fons gris. En vertical "SASK" a l'esquerra i "1925" a la dreta.                             | Sense lema                    | 12-345                | Canvi de mides a 5 1/2" x 12 1/4" (plaques amb 3-4 caràcters) i 5 1/2" x 14" (plaques amb 5 caràcters)                                                              |
|        | 1926             | Caràcters en blanc sobre fons vermell. A l'esquerra "SASK" en diagonal i "1926" a baix.                              | Sense lema                    | 12-345                | |
|        | 1927             | Caràcters en blanc sobre fons negre. A la dreta "SASK" en diagonal i "1927" a baix.                                  | Sense lema                    | 12-345                | Canvi de mides a 5 1/2" x 12" (plaques amb 3-4 caràcters) i 5 1/2" x 13 1/2" (plaques amb 5 caràcters)                                                              |
|        | 1928             | Caràcters en blanc sobre fons verd. "1928" centrat a dalt i "SASKATCHEWAN" a baix.                                   | Sense lema                    | 123-456               | Primer cop que s'utilitza el nom sencer de la província. Canvi de mides a 6 1/2" x 10 3/4" (plaques d'1 a 5 caràcters) i 6 1/2" x 12 1/4" (plaques amb 6 caràcters) |
|        | 1929             | Caràcters en negre sobre fons daurat. "1929" centrat a dalt i "SASKATCHEWAN" a baix.                                 | Sense lema                    | 123-456               | |
|        | 1930             | Caràcters en blanc sobre fons granat. "SASKATCHEWAN" centrat a dalt i "1930" a baix.                                 | Sense lema                    | 123-456               | |
|        | 1931             | Caràcters en blanc sobre fons porpra. "SASKATCHEWAN" centrat a baix i "1931" en vertical a la dreta.                 | Sense lema                    | 12-345                | Canvi de mides a 5 1/2" x 11 5/8" (14 x 29,52 cm) |
|        | 1932             | Caràcters en blanc sobre fons blau. "SASKATCHEWAN" centrat a baix i "1932" en vertical a l'esquerra.                 | Sense lema                    | 12-345                | Canvi de mides a 5 5/8" x 12 3/8" (14,28 x 31,43 cm) |
|        | 1933             | Caràcters en negre sobre fons groc. "SASKATCHEWAN–33" centrat a dalt.                                                | Sense lema                    | 12-345                | Canvi de mides a 5 1/2" x 12 3/8" (14 x 31,43 cm) |
|        | 1934             | Caràcters en blanc sobre fons vermell. "34–SASKATCHEWAN" centrat a baix.                                             | Sense lema                    | 12-345                | Canvi de mides a 5 1/2" x 12 1/4" (14 x 31,115 cm) |
|        | 1935             | Caràcters en blanc sobre fons marró. "35 SASKATCHEWAN" centrat a dalt.                                               | Sense lema                    | 12-345                | |
|        | 1936             | Caràcters en negre sobre fons carabassa. "SASKATCHEWAN–36" centrat a baix.                                           | Sense lema                    | 12-345                | La combinació canvia a una tipografia més arrodonida. Canvi de mides a 6" x 12 3/8" (15,24 x 31,43 cm)                                                              |
|        | 1937             | Caràcters en negre sobre fons blanc. "SASKATCHEWAN–37" centrat a dalt.                                               | "CORONATION YEAR" a baix.     | 12-345                | Commemoració de la coronació del rei Jordi VI. Canvi de mides a 6" x 12 1/2" (15,24 x 31,75 cm)                                                                     |
|        | 1938             | Caràcters en blanc sobre fons vermell. "38–SASKATCHEWAN" centrat a baix.                                             | Sense lema                    | 12-345                | |
|        | 1939             | Caràcters en negre sobre fons carabassa. "39 SASKATCHEWAN" centrat a dalt.                                           | Sense lema                    | 12-345                | Canvi de mides a 6" x 12" (15,24 x 30,48 cm) |
|        | 1940             | Caràcters en vermell sobre fons blanc. "SASKATCHEWAN-40" centrat a baix.                                             | Sense lema                    | 12-345                | |
|        | 1941             | Caràcters en blanc sobre fons vermell. "SASKATCHEWAN -41" centrat a dalt.                                            | Sense lema                    | 12-345                | |
|        | 1942             | Caràcters en negre sobre fons carabassa. "42–SASKATCHEWAN" centrat a baix.                                           | Sense lema                    | 12-345                | |
|        | 1943–44          | Caràcters en negre sobre fons blanc. "SASK.–43" centrat a dalt.                                                      | Sense lema                    | 12-345                | Revalidada pel 1944 amb un adhesiu al parabrises degut a l'aprofitament de metall per la Segona Guerra Mundial.                                                     |
|        | 1945             | Caràcters en vermell sobre fons blanc. "SASKATCHEWAN–45" centrat a dalt.                                             | Sense lema                    | 12-345                | Canvi de mides a 6" x 12" (15,24 x 30,48 cm) |
|        | 1946             | Caràcters en blanc sobre fons vermell. "46–SASKATCHEWAN" centrat a dalt.                                             | Sense lema                    | 12-345                | |
|        | 1947             | Caràcters en negre sobre fons carabassa. "SASKATCHEWAN–47" centrat a baix.                                           | Sense lema                    | 12-345                | Els caràcters es tornen més prims. |
|        | 1948             | Caràcters en negre sobre fons platejat. "SASKATCHEWAN 1948" centrat a dalt.                                          | Sense lema                    | 123-456               | Canvi de tipografia amb caràcters més estrets. Canvi de mides a 5 3/4" x 12 1/4" (14,60 x 31,11 cm)                                                                 |
|        | 1949             | Caràcters en blanc sobre fons marró. "SASKATCHEWAN 1949" centrat a baix.                                             | Sense lema                    | 123-456               | |
|        | 1950             | Caràcters en negre sobre fons carabassa. "SASKATCHEWAN 50" centrat a dalt.                                           | Sense lema                    | 123-456               | |
|        | 1951             | Caràcters en negre sobre fons beix. "SASKATCHEWAN 51" centrat a baix.                                                | "WHEAT PROVINCE" a dalt.      | 123-456               | Canvi de mides a 6 1/2" x 12 1/4" (16,51 x 31,11 cm) |
|        | 1952             | Caràcters en beix sobre fons negre. "52 SASKATCHEWAN" centrat a baix.                                                | "WHEAT PROVINCE" a dalt.      | 123-456               | |
|        | 1953             | Caràcters en verd sobre fons beix. "SASKATCHEWAN 53" centrat a baix.                                                 | "WHEAT PROVINCE" a dalt.      | 123-456               | |
|        | 1954             | Cràcters en beix sobre fons granat. "54 SASKATCHEWAN" centrat a baix.                                                | "WHEAT PROVINCE" a dalt.      | 123-456               | |
|        | 1955             | Caràcters en verd fosc sobre fons blanc. "SASKATCHEWAN" centrat a dalt.                                              | "GOLDEN JUBILEE 1955" a baix. | 123-456               | Commemoració del 50è aniversari de la província. S'introdueix la placa de mides estàndard de 6x12 polzades (15x30cm)                                                |
|        | 1956             | Caràcters en blanc sobre fons verd. "SASKATCHEWAN 56" centrat a dalt.                                                | "WHEAT PROVINCE" a baix.      | 123-456               | |
|        | 1957             | Caràcters en blau marí sobre fons beix. "57 SASKATCHEWAN" centrat a dalt.                                            | "WHEAT PROVINCE" a baix.      | 123-456               | |
|        | 1958             | Caràcters en vermell sobre fons gris. "SASKATCHEWAN 58" centrat a dalt.                                              | "WHEAT PROVINCE" a baix.      | 123-456               | Primera imatge és d'una placa experimental amb fons reflectant. La segona és no reflectant.                                                                         |
|        | 1959             | Caràcters en negre sobre fons gris. "59 SASKATCHEWAN" centrat a dalt.                                                | "WHEAT PROVINCE" a baix.      | 123-456               | Primera imatge és d'una placa experimental amb fons reflectant. La segona és no reflectant.                                                                         |
|        | 1960             | Caràcters gris clar aobre fons negre. "SASKATCHEWAN 60" centrat a dalt.                                              | Sense lema                    | 123-456               | |
|        | 1961             | Caràcters blau marí sobre fons blanc. "SASKATCHEWAN 61" centrat a dalt.                                              | Sense lema                    | 123-456               | |
|        | 1962             | Caràcters en blanc sobre fons blau marí. "62 SASKATCHEWAN" centrat a dalt.                                           | Sense lema                    | 123-456               | |
|        | 1963             | Caràcters en blau marí sobre fons carabassa. "63 SASKATCHEWAN" centrat a dalt.                                       | Sense lema                    | 123-456               | |
|        | 1964             | Caràcters en turquesa sobre fons blanc. "64 SASKATCHEWAN" centrat a dalt.                                            | Sense lema                    | 123-456               | |
|        | 1965             | Caràcters en blanc sobre fons turquesa. "65 SASKATCHEWAN" centrat a baix.                                            | "DIAMOND JUBILEE" a dalt.     | 123-456               | Commemoració del 60è aniversari de la província. |
|        | 1966             | Caràcters en turquesa sobre fons blanc. "66 SASKATCHEWAN" centrat a baix.                                            | Sense lema                    | 123-456               | |
|        | 1967             | Caràcters en marró sobre fons groc. "SASKATCHEWAN 1967" centrat a dalt.                                              | "CANADA CENTENNIAL" a baix.   | 123-456               | Commemoració del centenari de la Confederació canadenca. |
|        | 1968             | Caràcters en turquesa sobre fons blanc. "19" a dalt a l'esquerra i "68" a la dreta, "SASKATCHEWAN" centrat a baix.   | Sense lema                    | 123-456               | |
|        | 1969             | Caràcters en blanc sobfe fons turquesa. "SASKATCHEWAN 1969" centrat a dalt.                                          | Sense lema                    | 123-456               | |
|        | 1970             | Caràcters verd fosc sobre fons reflectant blanc. "SASKATCHEWAN 1970" centrat a dalt.                                 | Sense lema                    | 123-456               | |
|        | 1971             | Caràcters en vermell sobre fons reflectant blanc. "SASKATCHEWAN 1971" centrat a baix.                                | Sense lema                    | 123-456               | |
|        | 1972             | Caràcters en blau sobre fons refectant blanc. "72 SASKATCHEWAN" centrat a dalt.                                      | Sense lema                    | 123-456               | |
|        | 1973             | Caràcters en vermell sobre fons reflectant blanc. "73 SASKATCHEWAN" centrat a dalt.                                  | "HOME OF THE RCMP" a baix.    | 123-456               | |
|        | 1974             | Caràcters en verd sobre fons reflectant blanc. "74 SASKATCHEWAN" centrat a baix.                                     | Sense lema                    | 123-456               | |
|        | 1975             | Caràcters en vermell sobre fons reflectant blanc. "75 SASKATCHEWAN" centrat a baix.                                  | Sense lema                    | 123-456               | |
|        | 1976             | Caràcters en blau sobre fons reflectant blanc. "76 SASKATCHEWAN" centrat a baix.                                     | Sense lema                    | 123-456               | |

### Models de 1977 fins avui dia
| Imatge | Data d'expedició | Disseny | Lema                           | Combinació utilitzada | Notes |
| ------ | ---------------- | --- | ------------------------------ | --------------------- | --- |
|        | 1977-Maig 1998   | Caràcters en verd sobre fons blanc. Imatge gràfica de tres espigues de blat separant la combinació i "Saskatchewan" centrat a dalt.     | Sense lema.                    | ABC 123               | Les sèries "H", "J", "K", "M", "N" i "S" es van publicar primer, seguides de blocs aleatoris a partir del 1991. Les lletres I, O, Q, U i V no s'utilitzen. Aquesta pràctica va continuar fins al 2009. |
|        | Maig 1998-2009   | Caràcters en turquesa sobre fons blanc. Imatge gràfica de tres espigues de blat separant la combinació i "Saskatchewan" centrat a dalt. | "Land of Living Skies" a baix. | 123 ABC               | Plaques davanteres i posteriors obligatòries fins al 30 de juny de 2004. |
|        | 2009-avui dia    | Caràcters en verd sobre fons blanc. Imatge gràfica de tres espigues de blat separant la combinació i "Saskatchewan" centrat a dalt.     | "Land of Living Skies" a baix. | 123 ABC               | Plaques d'alumini. Els adhesius a les plaques actuals van quedar obsolets l'octubre de 2012. |

## Altres tipus

### Personalitzades
La província també ofereix la possibilitat d'utilitzar matrícules personalitzades en vehicles de passatgers, motocicletes i vehicles comercials lleugers. Les combinacions poden tenir un màxim de set caràcters sense espais buits pels automòbils i màxim de 5 caràcters per les motocicletes, podent-se utilitzat totes les xifres (del 0 al 9) i totes les lletres (de la A a la Z) i amb un cost addicional de 75 dòlars.

### Especials
Actualment la província ofereix una llista de tipus de matrícules especials, aqlgunes de les quals poden personalitzar-se la combinació i d'altres no.
| Imatge | Data d'expedició | Tipus                          | Disseny | Combinació utilitzada | Notes |
| ------ | ---------------- | ------------------------------ | --- | --------------------- | --- |
|        | 1965-avui dia    | Col·leccionista                | Caràcters en blanc sobre fons verd. "SASKATCHEWAN" centrat a dalt i "COLLECTOR" a baix. | 123-456               | Combinació personalizable. |
|        | Avui dia         | Memorial Cross plate           | Caràcters en verd sobre fons gris. Imatge gràfica de la creu a l'esquerra, centrat a dalt "Saskatchewan" i la bandera nacional a la dreta, "Memorial Cross Recipient" a baix.                                | M1234                 | Combinació personalizable. El Departament de Defensa Nacional i Afers de Veterans del Canadà decideix qui pot utilitzar aquest tipus de placa. |
|        | Avui dia         | Saskatchewan Roughriders plate | Caràcters en verd sobre fons gris. Imatge gràfica del logotip de l'equip a l'esquerra, "SASKATCHEWAN" centrat a dalt i "Pride Lives Here" a baix.                                                            | R1234                 | Combinació personalizable amb un màxim de 5 caràcters pels automòbils i quatre per les motocicletes.                                           |
|        | Avui dia         | Saskatchewan Rush plate        | Caràcters en verd sobre fons gris. Imatge gràfica del logotip de l'equip a l'esquerra, "Saskatchewan" centrat a dalt i "Rush nation" a baix.                                                                 |                       | Combinació personalizable amb un màxim de 5 caràcters pels automòbils i quatre per les motocicletes.                                           |
|        | Avui dia         | Saskatchewan SPCA              | Caràcters en verd sobre fons gris. Imatge gràfica del logotip de l'SPCA a l'esquerra, "Saskatchewan" centrat a dalt i "Respect for Animals" a baix.                                                          |                       | Combinació personalizable amb un màxim de 5 caràcters pels automòbils i quatre per les motocicletes.                                           |
|        | Avui dia         | Support our Troops             | Caràcters en verd sobre fons gris amb una imatge gràfica de la bandera nacional sobre la silueta en negre de tres soldats darrera un llaç groc. "Saskatchewan" centrat a dalt i "Support our Troops" a baix. | T123                  | Combinació personalizable. |
|        | Avui dia         | Year of Manufacture            | Plaques originals de l'any de fabricació del vehicle antic, sempre que les plaques siguin d'abans del 1977.                                                                                                  |                       | Combinació no personalizable. |
|        | Avui dia         | Veterà de guerra               | Caràcters en verd sobre fons gris. Imatge gràfica del monumet als caiguts i la rosella vermella a l'esquerra, "Saskatchewan" centrat a dalt i "Veteran" a baix.                                              | V1234                 | Combinació personalizable amb un màxim de 5 caràcters pels automòbils i quatre per les motocicletes.                                           |